# Nymphon gerlachei
Nymphon gerlachei is een zeespin uit de familie Nymphonidae. De soort behoort tot het geslacht Nymphon. Nymphon gerlachei werd in 1937 voor het eerst wetenschappelijk beschreven door Giltay. 